# Bain-de-Bretagne
Bain-de-Bretagne (bret. Baen-Veur) – miejscowość i gmina we Francji, region Bretania, departament Ille-et-Vilaine.
Według danych na rok 1999 gminę zamieszkiwało 5516 osób (a w roku 2006 już 7439 osób), gęstość zaludnienia wynosiła 85 osób/km² (wśród 1269 gmin Bretanii Bain-de-Bretagne plasuje się na 77. miejscu pod względem liczby ludności, natomiast pod względem powierzchni na miejscu 34.).

## Współpraca
- Lütjenburg, Niemcy
- Lerma, Hiszpania